# Obergailbach
Obergailbach ist eine französische Gemeinde mit 270 Einwohnern (Stand 1. Januar 2022) im Département Moselle in der Region Grand Est (bis 2015 Lothringen). Sie gehört zum Arrondissement Sarreguemines und zum Kanton Bitche.

## Geographie und Geologie

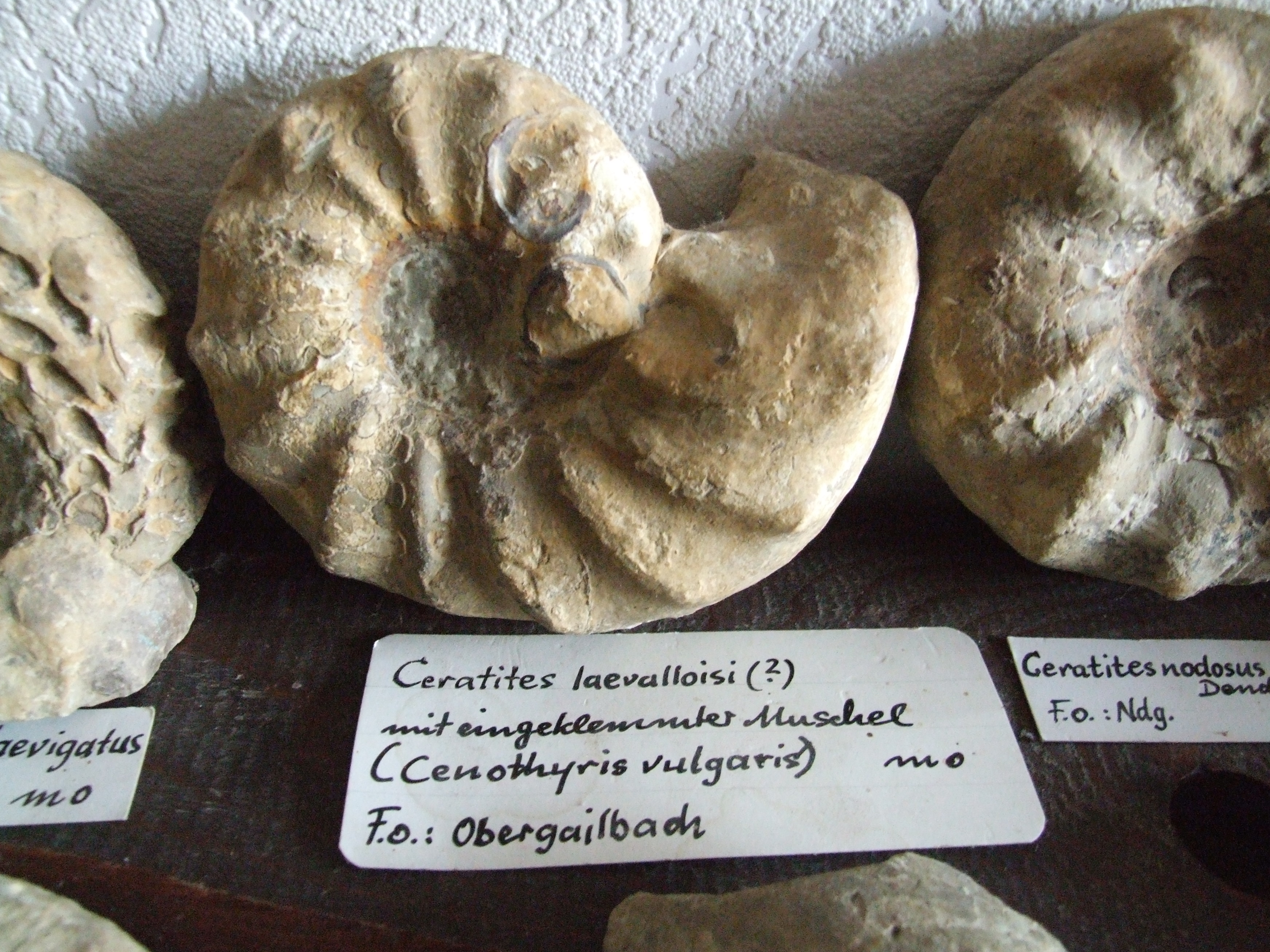
Versteinerung gefunden im Muschelkalk von Obergailbach

Namensgebend ist der oberhalb des Ortes entspringende Gailbach, im örtlichen Dialekt Gelbach genannt.
Die Gemeinde liegt zehn Kilometer östlich von Sarreguemines und nur einen Kilometer von der deutsch-französischen Grenze entfernt. Das nördlich, talabwärts liegende saarländische Örtchen Niedergailbach, die nächste Station des Gailbachs, bevor er in die Blies mündet, ist zwei Kilometer entfernt.
Der Ort liegt im oberen Tal zwischen 
- Buchenberg (Buchebersch) und dem
- Buchenbüsch (Bischebisch).

Der Name des Buchenbergs und des Buchenbüschs, in deren oberen Tal Obergailbach liegt, geben Zeugnis von der dort natürlicherweise vorherrschenden Hauptbaumart Buche. Heute wird die Landschaft stark von Grünland und Feldern geprägt, inzwischen oft vernachlässigten Obstwiesen und kleinen Waldstücken. Diese Vielfalt und die Streuobstwiesen führen zu einer großen Artenvielfalt.
Geologisch gesehen liegt der Ort Obergailbach in der sogenannten Saargemünd-Zweibrücker Triasmulde. Für die Region besonders charakteristisch sind die Ablagerungen des Muschelkalks. Die Erdschichten verlaufen mit etwa 3 Grad Neigung Richtung Blies. Einige der Muschelkalkschichten, insbesondere der mittlere Muschelkalk ist wasserundurchlässig. Deshalb läuft Regenwasser in die örtlichen Berge, wird aber von dieser in mittlerer Höhe gelegenen Schicht gestoppt und tritt der Neigung der Schicht nachlaufend an einem Quellhorizont wieder aus.

## Geschichte
Das Gemeindewappen zeigt frühere Abhängigkeiten Obergailbachs: der Rosenstrauch steht für die 1237 ausgestorbenen Grafen von Blieskastel als ehemalige Herren des Ortes; der silberne Wellenbalken symbolisiert den namengebenden Gailbach den Gailbach und der rote Speer ist das Attribut des Heiligen Mauritius, des Schutzpatrons der Kirche.

### Bevölkerungsentwicklung
| Jahr      | 1962 | 1968 | 1975 | 1982 | 1990 | 1999 | 2007 | 2019 |
| Einwohner | 248  | 228  | 217  | 250  | 264  | 255  | 306  | 283  |

## Kirche
Der Ort besitzt die im 12. Jahrhundert errichtete romanische Kirche St. Mauritius. Im Jahr 1902 wurde die Kirche unter Leitung von Paul Tornow renoviert.

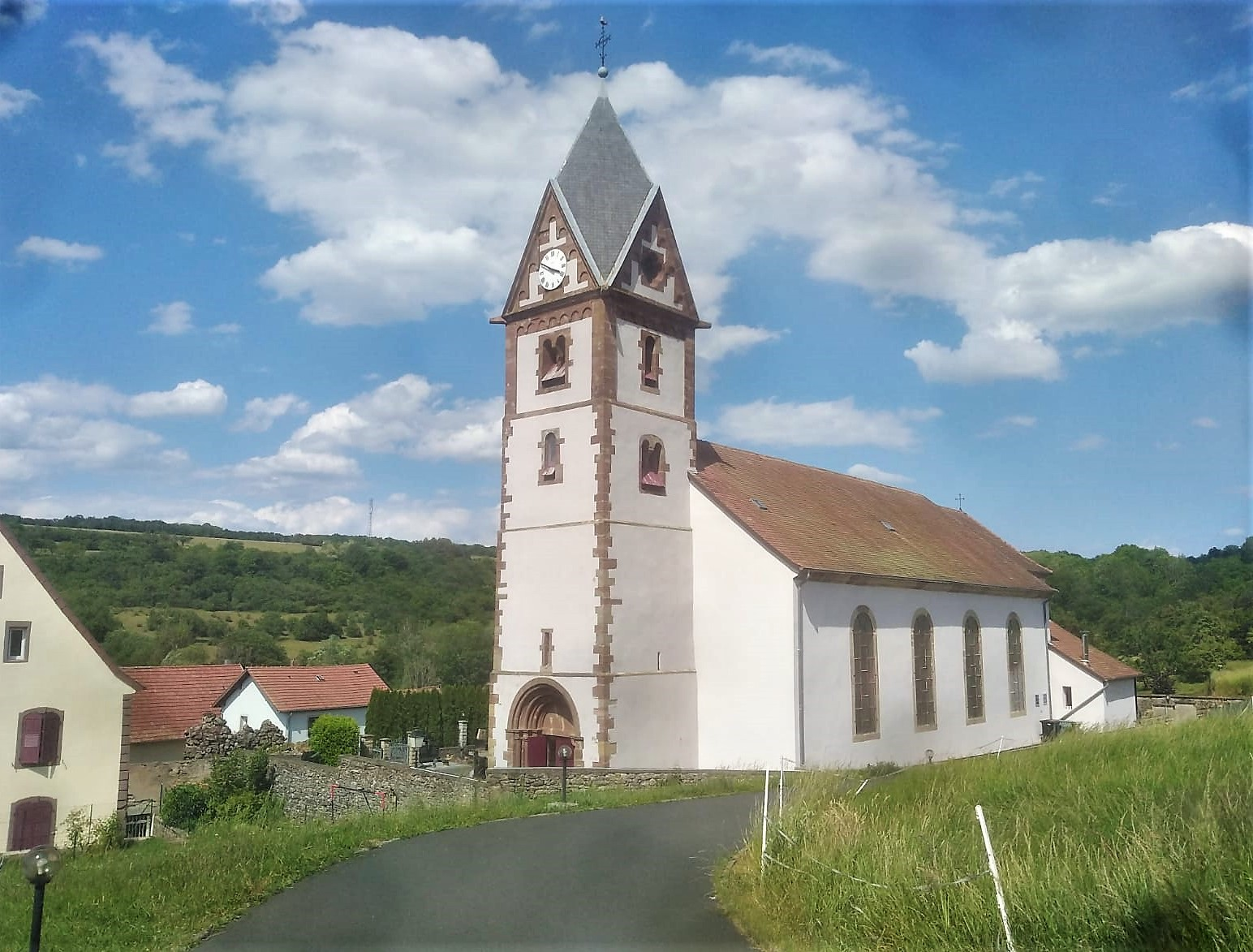
Kirche St. Mauritius

## Belege
1. ↑  Wappenbeschreibung auf genealogie-lorraine.fr (französisch)
2. ↑  Kirche Saint-Maurice auf www.bitscherland.fr